# Grand Prix de Zurich 1990
La 75e édition du Championnat de Zurich a lieu le 19 août 1990. Remportée par le Français Charly Mottet, de l'équipe RMO, elle est la huitième épreuve de la Coupe du monde.

## Classement final
| Pos. | Cycliste           | Équipe             | Temps         |
| ---- | ------------------ | ------------------ | ------------- |
| 1    | Charly Mottet      | RMO                | 6 h 7 min 8 s |
| 2    | Greg LeMond        | Z                  | m.t.          |
| 3    | Claudio Chiappucci | Carrera-Vagabond   | m.t.          |
| 4    | Marino Lejarreta   | Once               | m.t.          |
| 5    | Gianni Bugno       | Chateau d'Ax       | +39 s         |
| 6    | Rolf Sørensen      | Ariostea           | m.t.          |
| 7    | Franco Ballerini   | Del Tongo-Rex      | m.t.          |
| 8    | Iñaki Gastón       | CLAS-Cajastur      | m.t.          |
| 9    | Gilles Delion      | Helvetia-La Suisse | m.t.          |
| 10   | Pedro Delgado      | Banesto            | m.t.          |